# Killer Country (Elektra Records)
Pour les articles homonymes, voir Killer Country.
Albums de Jerry Lee Lewis
Jerry Lee Lewis (1979) The Survivors Live
(1982)
Killer Country est un album de Jerry Lee Lewis, enregistré sous le label Elektra Records et sorti en 1980.

## Liste des chansons
1. Folsom Prison Blues (Johnny Cash)
2. I'd Do It Again (Jerry Foster/Bill Rice)
3. Jukebox Junky (Danny Morrison/Dave Kirby)
4. Too Weak to Fight (Chuck Howard)
5. Late Night Lovin' Man (Rick Klang)
6. Change Places with Me (David WIlkins/Maria A. Kilroy)
7. Let Me On (Layng Martine, Jr.)
8. Thirty-Nine and Holding (Foster/Rice)
9. Mama, This One's for You (Ray Griff)
10. Over the Rainbow (E.Y. Harburg/Harold Arlen)

## Source de la traduction
- (en) Cet article est partiellement ou en totalité issu de l’article de Wikipédia en anglais intitulé « Killer Country » (voir la liste des auteurs).